# 入江優
入江 優（いりえ ゆう、1994年3月10日 ‐ ）は、日本のアーチェリー選手。岡山県備前市出身。

## 来歴
岡山県備前市出身。姉の影響でアーチェリーを始める。
岡山県立備前緑陽高等学校を経て長崎国際大学に進学。
高校1年時の2009年、第11回世界ユースアーチェリー選手権大会（キャデット部門）に日本代表として出場。

## 成績
- 第9回中日本キャデット大会（2006年） - 準優勝
- 第4回全日本キャデット・アーチェリー選手権大会（2009年） - 優勝
- 第54回全日本学生アーチェリー個人選手権大会（2015年） - 優勝